# 特伦托大学
特伦托大学 （缩写UniTn）是一座位于意大利特伦托和罗韦雷托的大学。特伦托大学是一所年轻而充满活力的高校，虽然只有不到50年的历史中，它在教育，科研及國際關係學等方面取得了一系列优异的成果，根據 CENSIS（Centro Studi Investimenti Sociali）和義大利教育部的數據。
特伦托大学被泰晤士高等教育世界大学排名建校不足五十年大学中列第37位。学校近些年发展很快，在世界上有很高的学术声誉。它是欧洲大学联盟和欧洲顶尖工业管理者高校联盟成员。

## 歷史
特倫託大學成立於1962年，是一所高等大學社會科學研究所。隨後它成為義大利第一個社會學學院。對這座城市的影響是相當矛盾的：大學既被視為文化開放和創造新領導階級的動力，也被視為抗議的分裂因素。
1962年，成立起初为意大利社会科学高等研究学院即后来的社会学院，因此也成为了意大利社会学的发源地。
為了擴大特倫託大學的教育機會，1972年自然科学学院成立；1973年经济学院成立；1982年－1983年，成为国立大学。次年又成立法学、人文和哲学学院。工程学院成立于 1985－1986年，设有民用工程和材料工程专业。1986－1987年，开设森林工程（环境与地理）专业。1992－1993年，又新设环境和资源工程、信息工程专业。继此，各学院相继设置新的学位课程；2005年大学又建立了全意大利公立大学中第一所也是目前唯一一所研究心理，人类行为，神经科学的跨学科，高尖端科学院---认知科学学院。

## 學院與研究中心
大学在地理位置上可以划分为3个区域："市中心区域"，它包括经济学院，社会学院，法学院，文学与哲学学院; 坐落在郊外的“丘陵区域”包括数学与自然科学，信息和工程学院; 特伦托大学的第三个区域为“罗韦累托区域”，它拥有目前唯一一所认知科学学院。学校各个学院和研究中心包括：
- 经济与管理学院
- 社会学院
- 法学院
- 文学与哲学学院
- 工业工程学院
- 工程学院
- 信息工程和计算机科学学院
- 数学物理与自然科学院
- 认知科学学院
- CIBIO：细胞生物学中心 （页面存档备份，存于）
- CIMEC：神經与脑科学中心 （页面存档备份，存于）
- SSI：国际研究中心 （页面存档备份，存于）

## 国际化

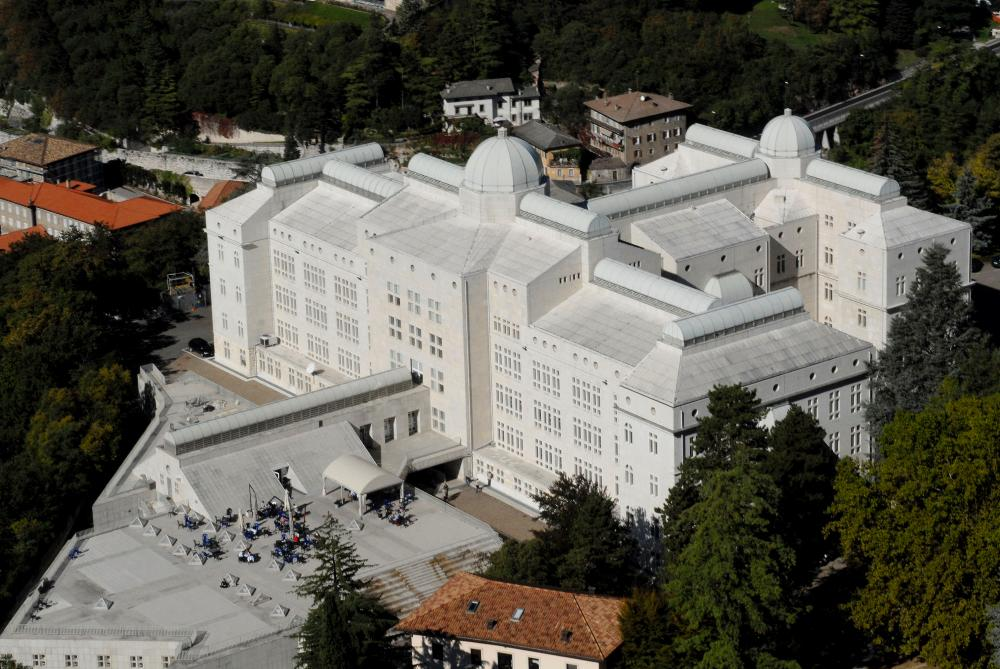
Department of Engineering

自特伦托大学诞生以来，一直非常重视对国际化规模的发展及投资。意识到所处阿尔卑斯山心脏的重要地理位置，在对自身规模和潜力有明显意识力的基础上，建立起一系列以互补为国际化发展的重点精神为前提的发展战略。近年来大学同许多著名国际性大学及世界各地的研究中心建立了合作伙伴关系，并通过参入重要的合作网络(如T.i.m.e., Asea-Uninet, GE4) 进一步加深科学研究领域的国际发展。在塞恩西斯大学指南和意大利教育部的大学列表中都名列前茅。特伦托大学也是特伦托经济节(Festival dell'Economia)的推动和组织之一。
除了LLP-Erasmus （页面存档备份，存于）交流项目以外，大学自1997年来积极推广双学位交流项目。与此同时大学也非常重视发展 “Erasmus Mundus （页面存档备份，存于）” 和 “Erasmus Mundus external cooperation window” 项目。(现称Erasmus Mundus II 的第二步骤)。
目前大学已同亚洲，美洲，中东和大洋洲的许多著名大学签署了双边协议。同非洲和拉丁美洲国家的大学也有着越来越多的发展合作关系。外籍教师和客座教授约占大学师资总数的10％。大学在对聘用高知名度外国学者和一些具有国内外教育经验并来特伦特的意大利教师进行了很多投资，这有效地促进了大学国际化教育的发展。多年与德国的合作关系及经验也是促使现在特伦托大学成为“意德双边大学”所在地的首要原因。这是一个协调意大利和德国之间高等教育和科学研究的重要基地。这个重要的合作伴，将对培养欧盟专业人才，促进意德这两个重要经济领域的技术交流和转移起到积极的作用。

## 大學服務

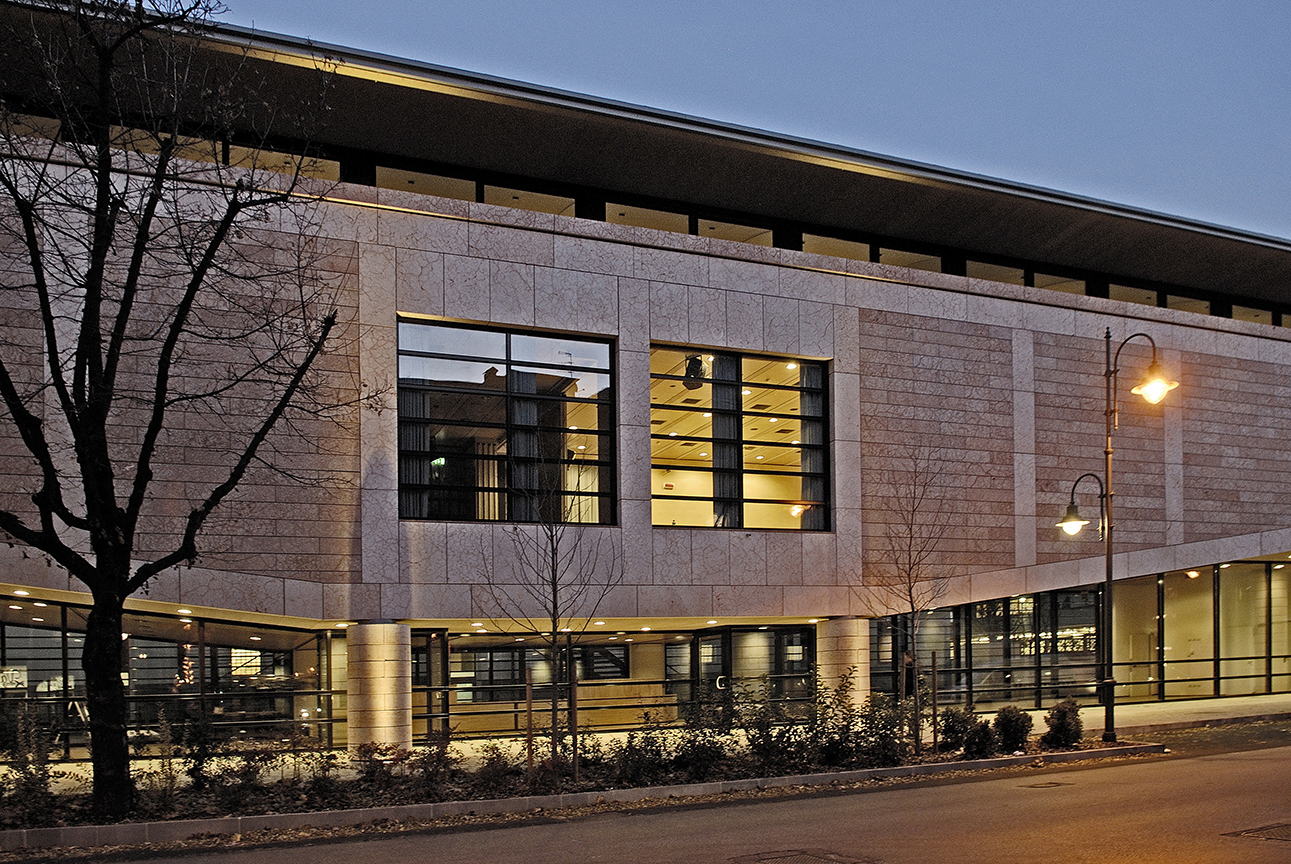
Department of Law

特伦托大学充分发挥其资金，财政优势，对学生的服务充满了人性化。首先，大学的食堂以极其优惠的价格(全餐仅需4欧元)为学生提供午餐及晚餐，位于Sambartolameo全新的大学住
宅区目前在意大利也是首屈一指，为学生提供了及其优越，舒适的住宿环境，包括1500个床位。并且绿化，休息空间充足，同时配备有健身房，体育馆，另外设有专门的图书馆供学生课后学习。近年来，大学在这些服务设施上注入了大量的资金。其中与“Opera Universitaria”合作为在校学生提供了各种优惠的服务(奖学金和住宿)。大学各学院的图书馆为学生们提供了优异的学习空间，甚至在晚间（至午夜十二时）和周末也提供充裕的开放时间。此外，各个图书馆还设有配置着固定电脑的计算机室，为个人学习和上网浏览提供了方便的服务。
大学对外接待处 “Welcome Office” 为到校的外国学生和国际访问学者提供专业的帮助，协同解决有关他们在当地学习和居留上的行政问题（如申请签证，居留证，医疗卫生保险，住房，税务等）。此外，它还为外来学生提供一系列有关如何申办大学注册所需手续和资料的信息。该办公室还组织社交和游览活动：接待会，信息交流会，游览和社会文化活动等，让来校客人们进一步有效地体会和融入到大学和当地的生活中。
另外，大学体育协会“UNI.sport”是由OPERA，CUS共同合作的全新的体育运动服务机构，她为学生们提供了一系列优惠的体育活动机会(足球，篮球，游泳，瑜伽，健身操，柔道，帆船，滑向，登山，踏青等)以及全新的的运动设施和场地。

## 国际声誉和排名
目前，特伦托大学的财政状况依然是意大利最好的大学之一。在特伦托大学自身的良好的机制和特伦托自治省高度支持下, 特伦托大学于2010年在REPPUBLICA---CENSIS的评估中以102.6的高分名列意大利第一，其中分类项目中奖学金、网络化、国际化和服务也名列前茅。另外，多年良好的教育传统，在有关教学和研究质量上的排名即MIUR亦为第一名。其他排名包括：
泰晤士高等教育世界大學排名（2015-16），特伦托大学排在世界第175-200之间。
泰晤士高等教育世界大學排名（2013-14），特伦托大学排在世界第201-225之间。
泰晤士高等教育最佳100所创校未满50年大学（2012），特伦托大学排在37的位置。
计算机学科在世界大学学术排名(2017)排名榜上处于50-75的位置，泰晤士高等教育世界大學排名(2020)排名榜上处于世界第92位。